# Drake
Aubrey Drake Graham (Toronto, Ontario, Kanada, 24. listopada 1986.), bolje poznat po svom umjetničkom imenu Drake je kanadski reper, pjevač i glumac. Postao je poznat po svojoj ulozi Jimmyja Brooksa u televizijskoj seriji Degrassi: The Next Generation.
U lipnju 2009. godine Drake je potpisao ugovor s Lil Wayneovom diskografskom kućom Young Money Entertainment. U studenom 2009. godine Lil Wayne je izjavio da je Drake završio svoj debitantski album Thank Me Later. Album je objavljen 15. lipnja 2010. godine i debitirao je na broju jedan top ljestvice Billboard 200.

## Diskografija
- Thank Me Later (2010.)
- Take Care (2011.)
- Nothing Was the Same (2013.)
- If You're Reading This It's Too Late (2015.)
- Views from the Six (2015.)
- More Life (2017.)
- Scorpion (2018.)
- Certified Lover Boy (2021.)
- Honestly, Nevermind (2022.)
- For All the Dogs (2023.)

### Suradnje
- Her Loss (s 21 Savageom) (2022.)

## Filmografija
| Godina | Film                              | Uloga              | Bilješke                                   |
| ------ | --------------------------------- | ------------------ | ------------------------------------------ |
| 2008.  | Charlie Bartlett                  | A/V Jones          |                                            |
| 2008.  | Mookie's Law                      | Chet Walters       | Kratki film                                |
| 2011.  | Breakaway                         | Nenajavljeno       | Cameo                                      |
| 2012.  | Ice Age 4: Continental Drift      | Ethan              | Glas                                       |
| 2013   | Anchorman 2: The Legend Continues | fan Rona Burgundya | Cameo                                      |
| 2014   | Think Like a Man Too              | Sebe               | Cameo                                      |
| 2017   | 6ix Rising                        | Sebe               | dokumentarno                               |
| 2017   | The Carter Effect                 | Sebe               | dokumentarni film, i kao izvršni producent |
| 2019   | Remember Me, Toronto              | Sebe               | Documentarni film Mustafe the Poet-a       |
| 2022   | Black Ice                         | N/A                | dokumentarni film, i kao izvršni producent |

| Godina | Naziv                         | Uloga             | Bilješke          |
| ------ | ----------------------------- | ----------------- | ----------------- |
| 2001.  | Blue Murder                   | Joey Tamarin      | 1 epizoda         |
| 2001.  | Degrassi: The Next Generation | Jimmy Brooks      | 139 epizoda       |
| 2002.  | Soul Food                     | Fredrick          | 1 epizoda         |
| 2002.  | Conviction                    | Teen Fish         | Film u nastavcima |
| 2005.  | Best Friend's Date            | Dater             | 1 epizoda         |
| 2005.  | Instant Star                  | Sebe              | 1 epizoda         |
| 2008.  | The Border                    | PFC Gordon Harvey | 1 epizoda         |
| 2009.  | Being Erica                   | Ken               | 1 epizoda         |
| 2009.  | Sophie                        | Ken               | 1 epizoda         |
| 2009.  | Beyond the Break              | Sebe              | 1 epizoda         |

## Vanjske poveznice
- Službena stranica
- Drake na Internet Movie Databaseu
- Drake na MySpaceu
- Drake na Twitteru